# Sobrosa
Sobrosa is een plaats (freguesia) in de Portugese gemeente Paredes en telt 2502 inwoners (2001).